# Лазар Лемић
Лазар Лемић (20. септембар 1937—16. фебруар 2014) био је југословенски и српски фудбалер.

## Каријера
Професионалну каријеру, Лемић је започео у ФК Нови Сад, где је играо у периоду од 1959 до 1964. године, за који је на 66 прволигашких утакмица постигао 13 голова. Од средине 1964. године до 1966. играо је за Жељезничар Сарајево на 31 утакмици уз 3 постигнута гола. Каријеру је завршио у турском Фенербахчеу, 1967. године, за који је на 10 утакмица постигао 2 гола.
За фудбалску репрезентацију Југославије одиграо је две утакмице, прву 13. октобра 1964. године против репрезентације Марока на Летњим олимпијским играма 1964. године, а последњи пут наступао на пријатељској утакмици против селекције Изрела, 28. октобра 1964. године.